# Třída Worcester
Třída Worcester byla třída velkých lehkých křižníků amerického námořnictva. Celkem byly objednány čtyři križníky této třídy, přičemž byly dokončeny pouze první dva a to až po skončení války. Byly to poslední postavené a zároveň největší americké lehké křižníky. Ve službě byly v letech 1948–1958. USS Worcester bojoval v korejské válce. Navzdory své moderní koncepci velmi rychle zastaraly a byly vyřazeny po 10 letech aktivní služby.

## Stavba
Plánována byla stavba až 10 křižníků této třídy. Během války byly objednány první čtyři (CL 144-147). Roku 1945 byly v loděnici New York Shipbuilding v Camdenu založeny kýly prvních tří jednotek, přičemž v srpnu 1946 byla stavba druhého páru zrušena a dokončen byl pouze první, tvořený křižníky Worcester a Roanoke.
Jednotky třídy Worcester:
| Jméno                  | Loděnice              | Založení kýlu     | Spuštěna        | Vstup do služby | Poznámka                                                  |
| ---------------------- | --------------------- | ----------------- | --------------- | --------------- | --------------------------------------------------------- |
| USS Worcester (CL-144) | New York Shipbuilding | 29. ledna 1945    | 4. února 1947   | 25. června 1948 | Vyřazen 1958, vyškrtnut 1970, sešrotován 1972             |
| USS Roanoke (CL-145)   | New York Shipbuilding | 15. května 1945   | 16. června 1947 | 4. dubna 1949   | Vyřazen 1958, vyškrtnut 1970, sešrotován 1972.            |
| USS Valejo (CL-146)    | New York Shipbuilding | 16. července 1945 | –               | –               | Stavba zrušena 12. srpna 1945.                            |
| USS Garry (CL-147)     | New York Shipbuilding | –                 | –               | –               | Stavba zrušena 12. srpna 1945, ještě před založením kýlu. |

## Konstrukce

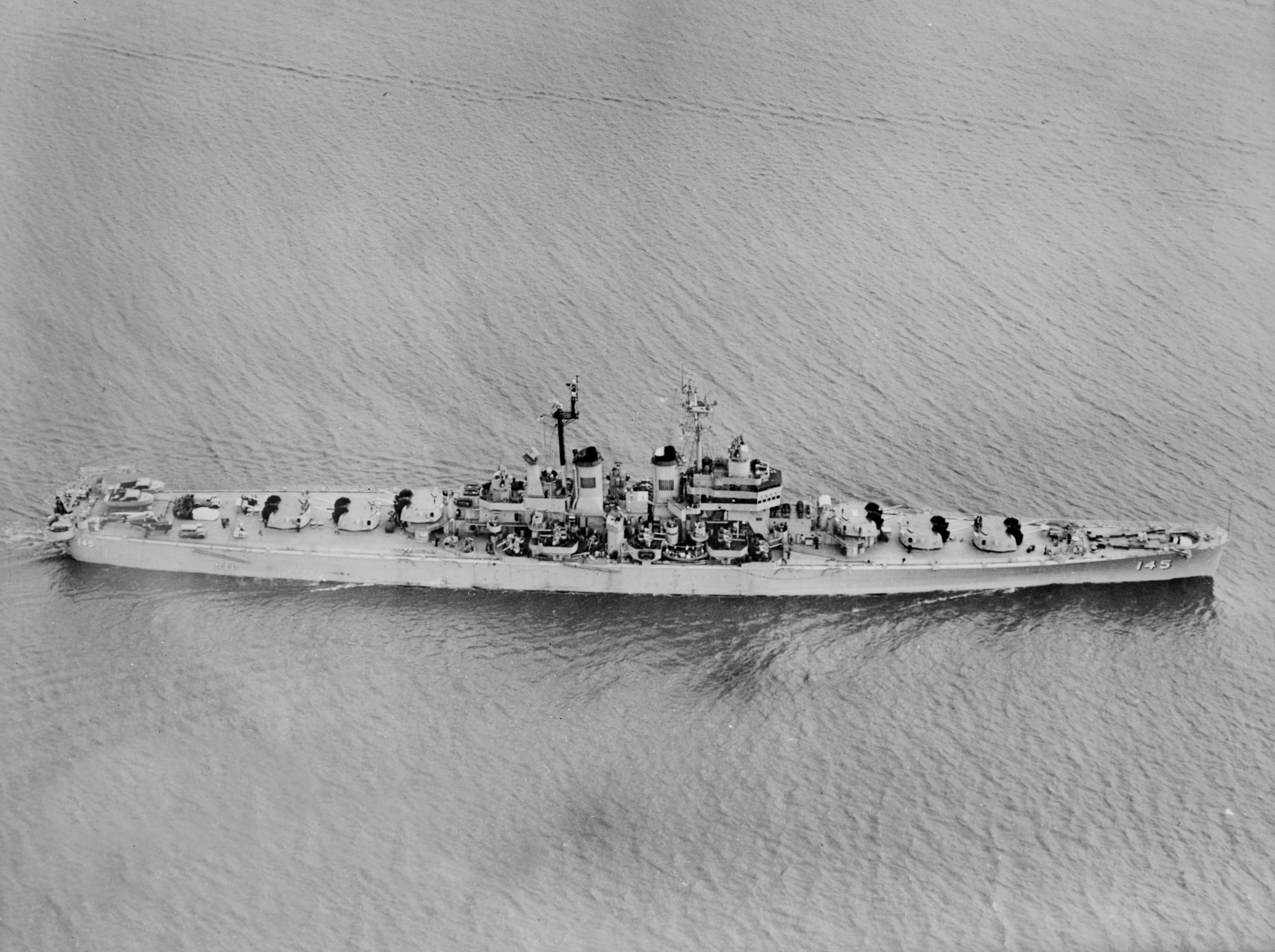
USS Roanoke (CL-145)

Hlavní odlišností byly nové dvouúčelové 152mm kanóny Mk.16DP o délce hlavně 47 ráží umístěné ve dvoudělových věžích. Doplňovalo je dvacet čtyři 76mm kanónů Mk.33 ve dvoudělových postaveních a dvanáct 20mm kanónů ve dvoudělových postaveních (demontovány roku 1955). Původně zvažované dva katapulty se čtyřmi hydroplány nakonec nebyly instalovány. Pohonný systém tvořily čtyři kotle Babcock & Wilcox a čtyři turbíny General Electric o výkonu 120 000 shp, pohánějící čtyři lodní šrouby. Nejvyšší rychlost dosahovala 33 uzlů. Dosah byl 8000 námořních mil při rychlosti 15 uzlů.